# Vatnsdalsfjall (berg)
Vatnsdalsfjall är ett berg i republiken Island. Det ligger i regionen Norðurland vestra, 160 km nordost om huvudstaden Reykjavík. Toppen på Vatnsdalsfjall är 859 meter över havet,